# 349 (szám)
A 349 (római számmal: CCCXLIX) egy természetes szám, prímszám.

## A szám a matematikában
A tízes számrendszerbeli 349-es a kettes számrendszerben 101011101, a nyolcas számrendszerben 535, a tizenhatos számrendszerben 15D alakban írható fel.
A 349 páratlan szám, prímszám. Normálalakban a 3,49 · 102 szorzattal írható fel.
A 349 négyzete 121 801, köbe 42 508 549, négyzetgyöke 18,68154, köbgyöke 7,04058, reciproka 0,0028653. A 349 egység sugarú kör kerülete 2192,83167 egység, területe 382 649,12680 területegység; a 349 egység sugarú gömb térfogata 178 059 393,7 térfogategység.